# François Aimé Louis Dumoulin
Pour les articles homonymes, voir Dumoulin.
 François Aimé Louis Dumoulin (né le 10 août 1753 à Vevey en Suisse et décédé le 16 février 1834 dans sa ville natale) est un dessinateur, peintre et graveur suisse.

## Biographie
Dumoulin reçoit une formation sommaire en dessin technique. Destiné à une carrière commerciale, il se rend en Angleterre en 1772 et, l’année suivante, il s’embarque pour l’Amérique. Il aboutit dans l'île de la Grenade (Antilles), occupée par les Anglais depuis 1763. Dumoulin s’occupe de diverses affaires commerciales et dessine également des vues et des plans pour le gouverneur anglais. De 1776 à 1782, il assiste aux guerres de l’Indépendance américaine. Il croque à l'aquarelle des batailles navales entre marines française et anglaise. Dès son retour à Vevey en 1783, il reprend ses dessins de la Grenade pour en faire de grandes peintures (marines et batailles navales) à la gouache, à l’huile et à l’aquarelle. Il vit dès lors de leçons de dessin et de sa peinture. De la fin de 1795 à l’été 1797, il se rend à Paris et profite de son séjour pour suivre des cours d’anatomie, copier les maîtres anciens au musée du Louvre (récemment ouvert) et fréquenter l’Académie et l’École de construction de la marine. Il expose deux œuvres (batailles navales) au Salon de peinture parisien de 1796. De retour à Vevey fin 1797, il ouvre une classe de dessin technique pour des élèves destinés aux arts mécaniques. Quelques dessins et aquarelles de cette époque sont conservés au Musée historique de Vevey (série de hussards et de dragons de l’armée de Napoléon, paysages et scènes de genre, marines). En 1810, il publie chez l'éditeur-imprimeur Loertscher & Fils à Vevey une « Collection de cent-cinquante gravures […] des voyages et aventures surprenantes de Robinson Crusoé », qui a éveillé l'intérêt des historiens de la bande dessinée. De 1810 à sa mort, nous ne connaissons que peu d’œuvres datées, à part son Autoportrait (1832) et quelques gravures à l’eau-forte de paysages de la Riviera lémanique. 

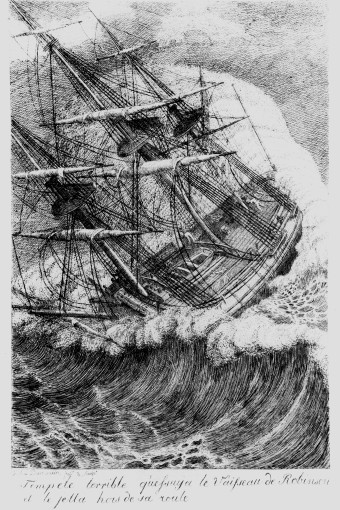
La Tempête, une des cent-cinquante gravures représentant et formant une suite non interrompue des voyages et aventures de Robinson Crusoé

Les huiles et les gouaches de Dumoulin ont un côté naïf : ce sont les œuvres d’un autodidacte. Mais le peintre reconnaît, dans les quelques écrits parvenus jusqu'à nous, sa dette envers Claude Joseph Vernet (1714-1789). Il a en outre conservé dans des recueils personnels des gravures de marines de Nicolas Ozanne (1728-1811). Les nombreuses scènes de batailles, de naufrages et de combats navals révèlent son goût pour le sublime. Il aime représenter la nature déchaînée, les tempêtes et les explosions. Ses descriptions minutieuses des vaisseaux dans les scènes maritimes sont fort appréciées des historiens de la marine. Les 150 gravures à l’eau-forte des aventures de Robinson Crusoé constituent une œuvre originale car il s’agit d’une histoire en images (annonçant la bande dessinée) et non pas d’un simple livre illustré.

## Œuvres dans les musées
- Vevey : Musée historique de Vevey (l’essentiel des œuvres)

## Galerie d'œuvres

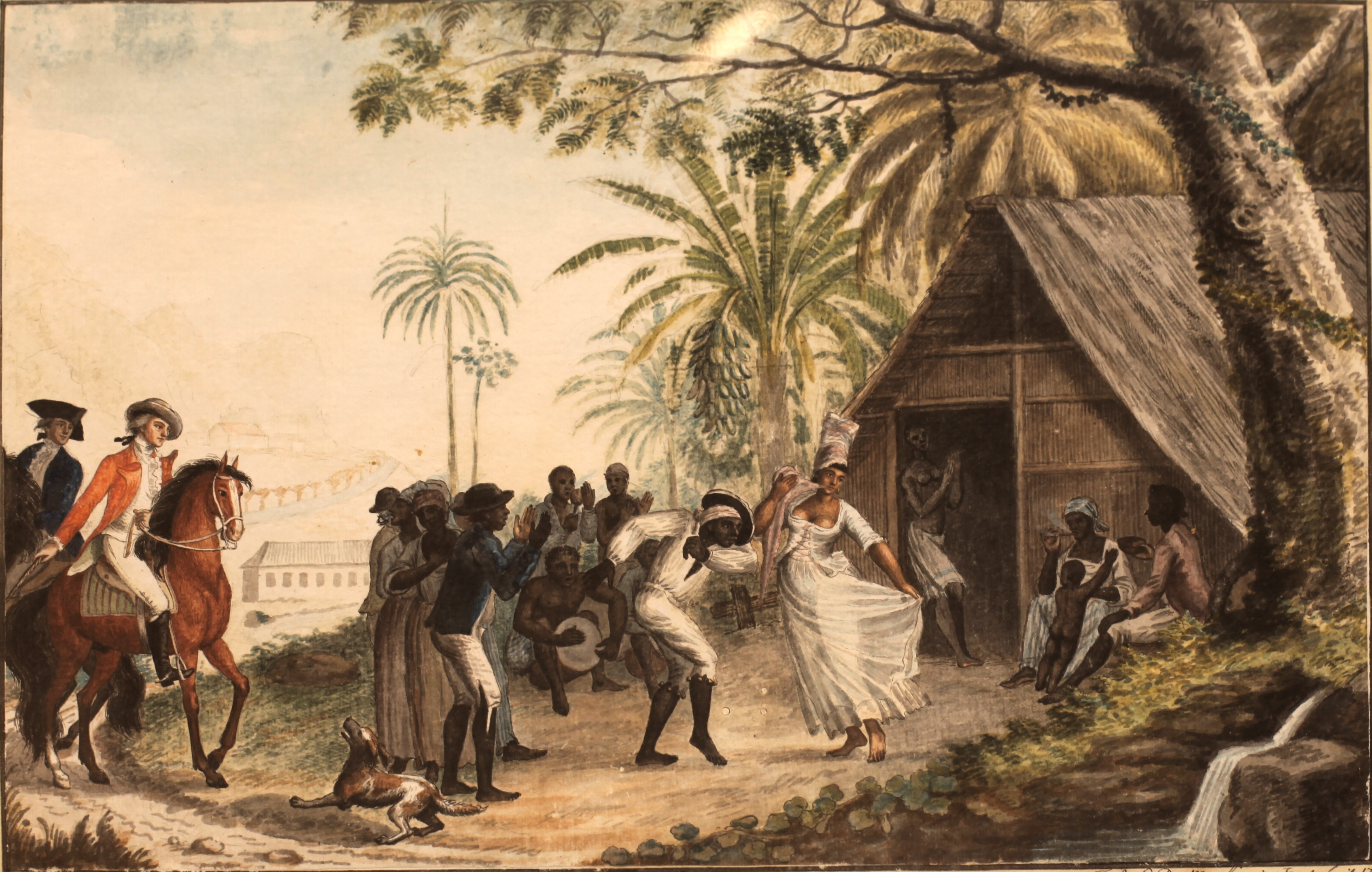
Calinda.
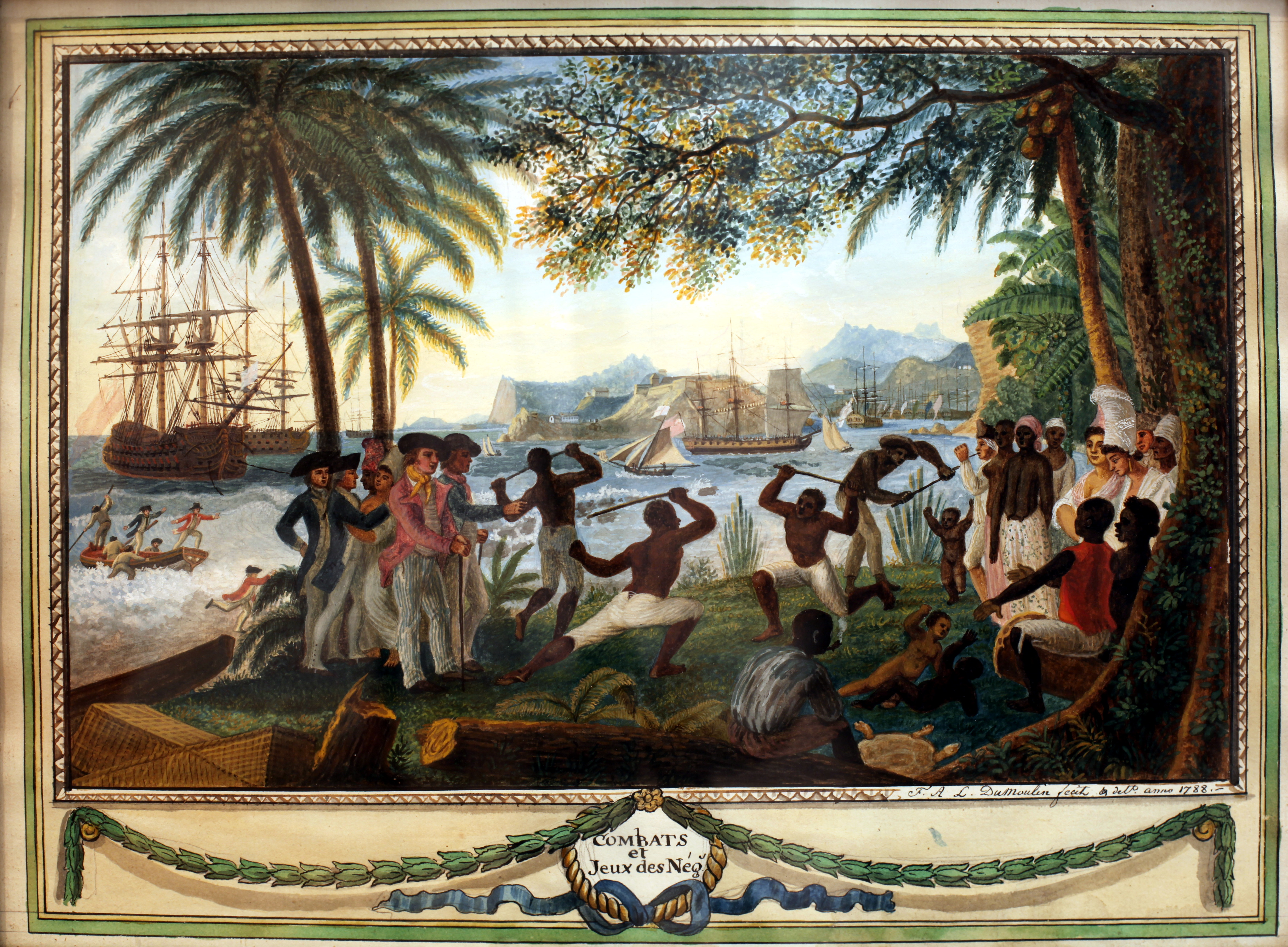
Mayolè.
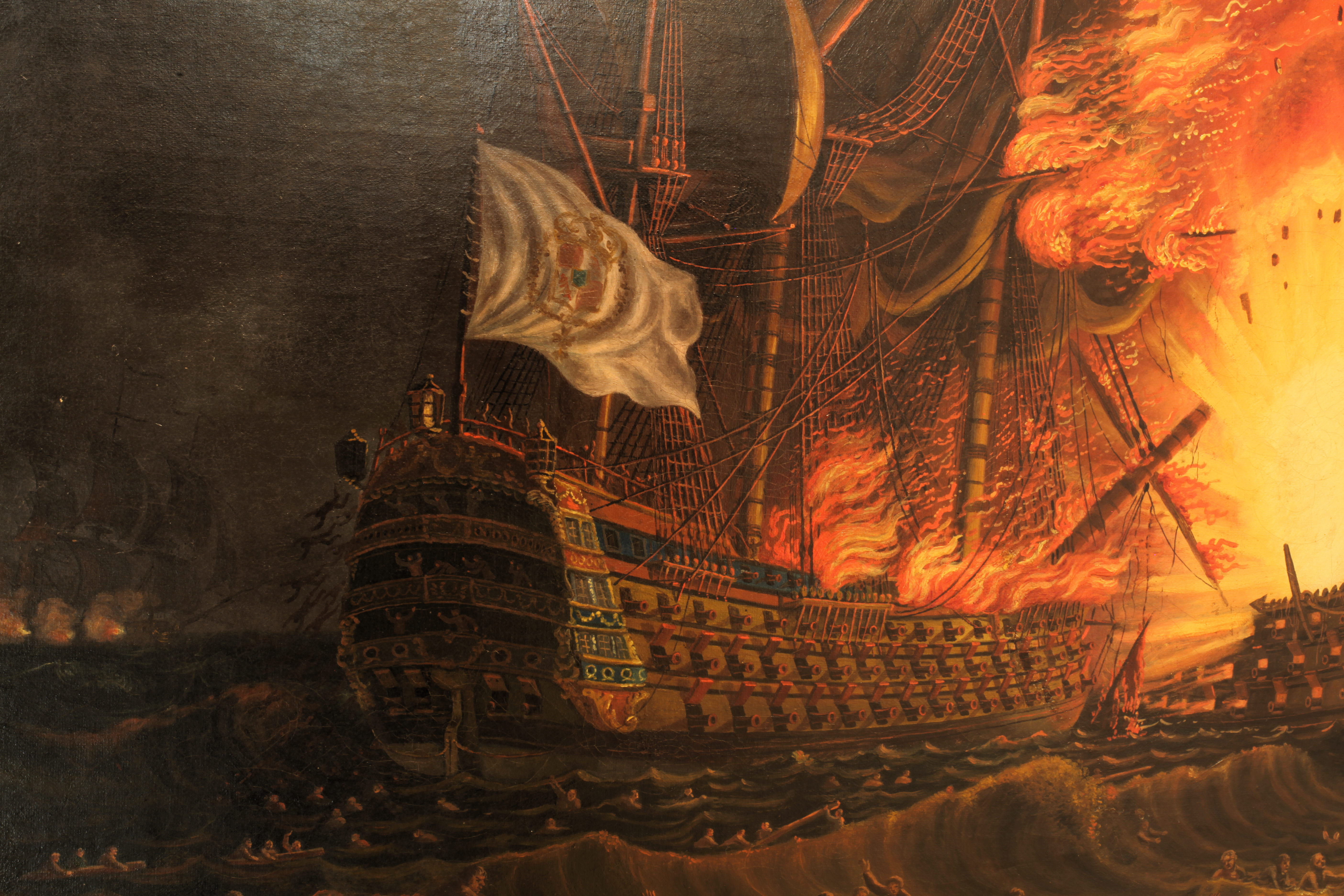
La Fin du César.
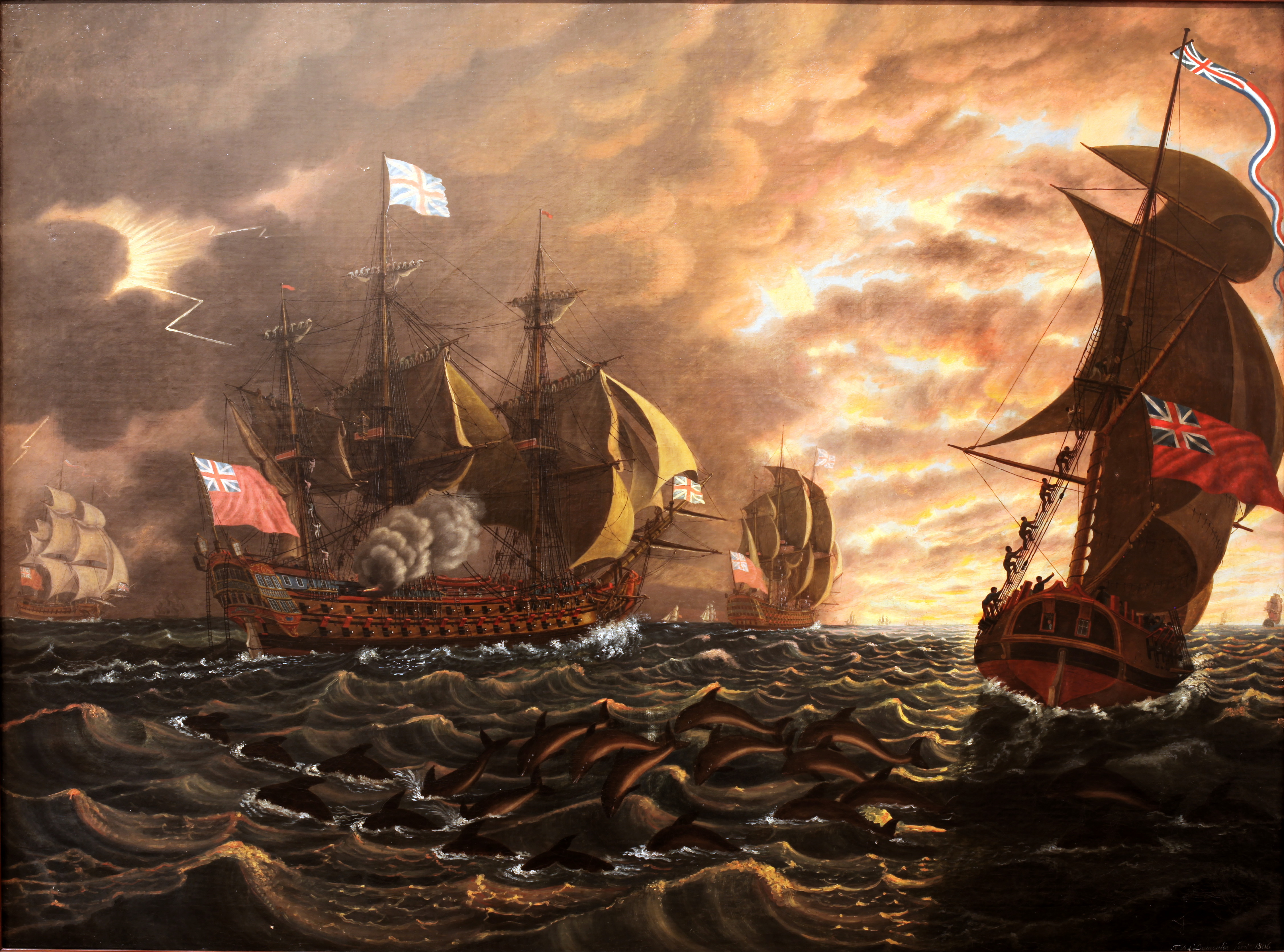
Flotille de bateaux battant pavillon anglais.
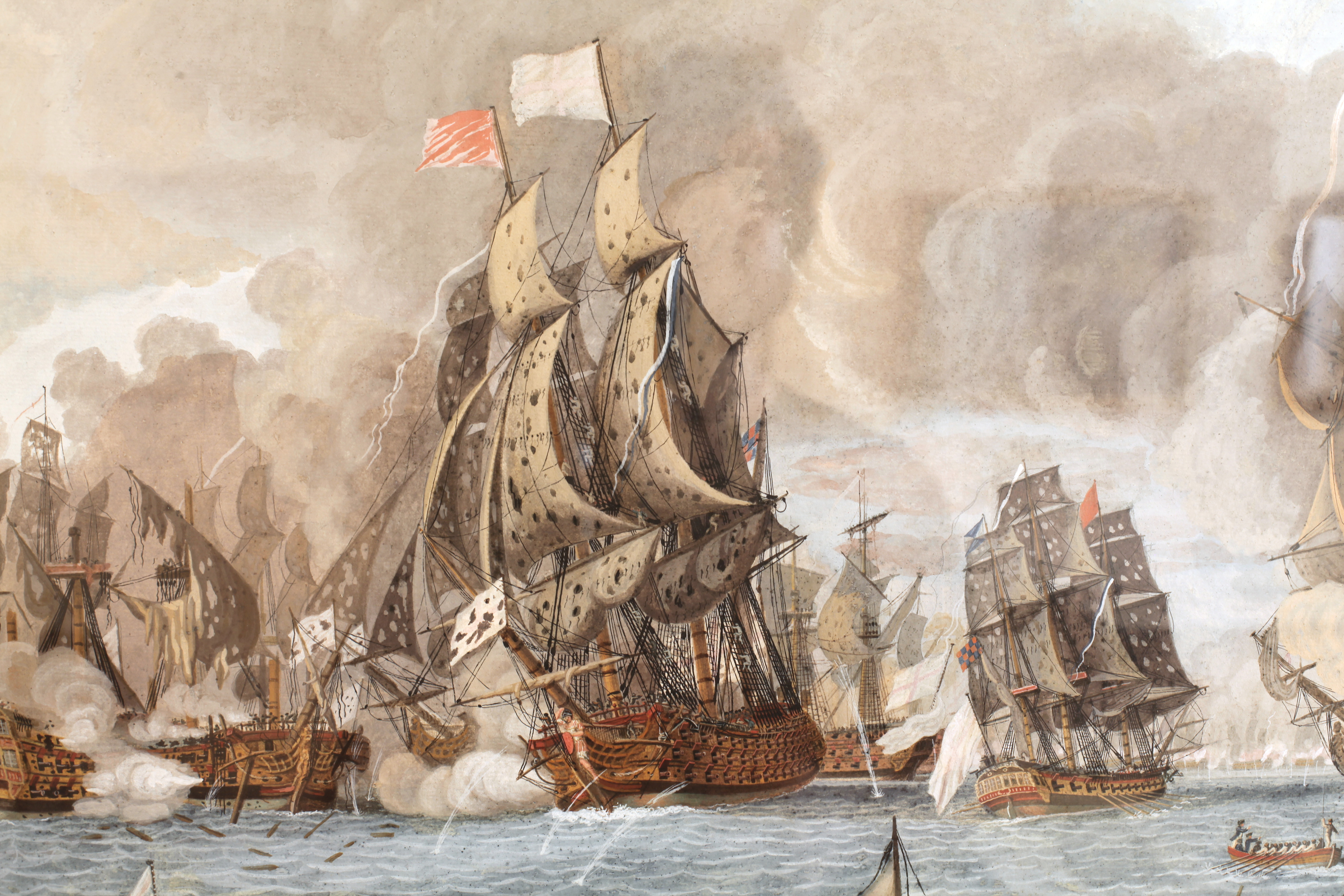
Combat naval 12 avril 1782 à la Guadeloupe.